# Flor de Maroñas

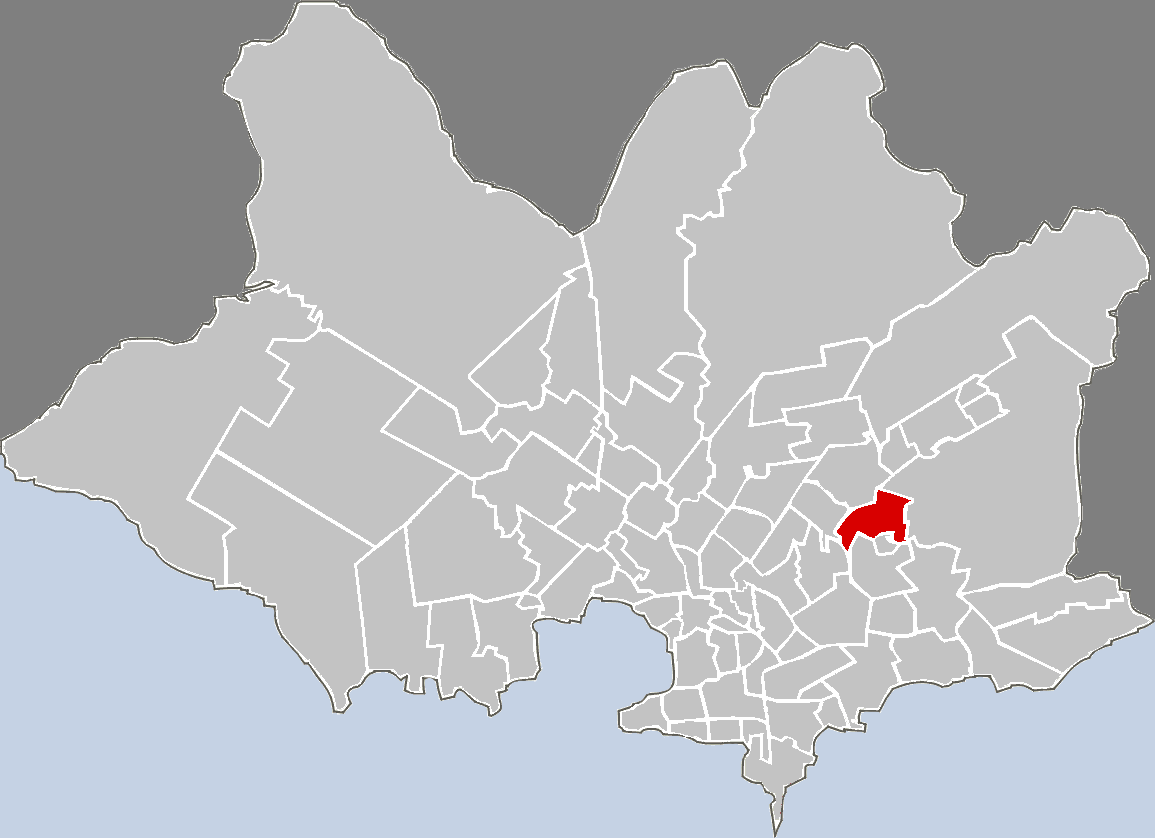
Lage von Flor de Maroñas in Montevideo

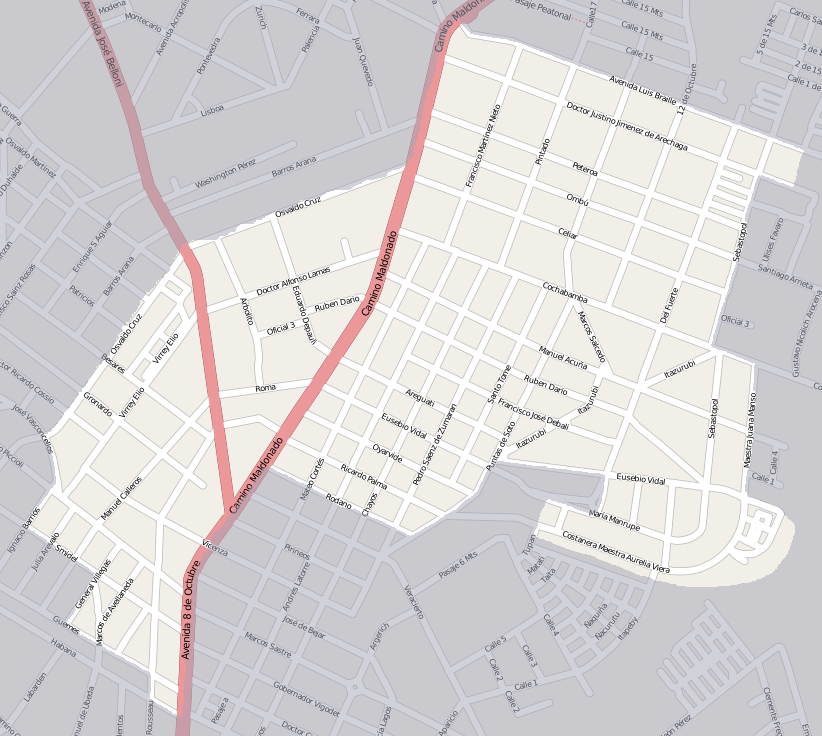
Plan von Flor de Maroñas

Flor de Maroñas ist ein Stadtviertel (Barrio) der uruguayischen Hauptstadt Montevideo.
Es wird von den Stadtteilen Jardines del Hipódromo (Norden), Bañados de Carrasco (Norden und Osten), Las Canteras (Südosten), Maroñas - Parque Guaraní (Süden), Villa Española (Südwesten) und Ituzaingó (Westen) umgeben. 
Die Grenzen bilden dabei die Straßen Osvaldo Cruz, Avenida Luis Braille und Camino Maldonado im Norden, Jimenez de Arechaga, Sebastopol, Cochabamba und Mtra J Manso im Osten, Rbla A Viera, Ing L Palumbo, del Fuerte, Eusebio Vidal, Ptas de Soto, Rodano, Camino Maldonado, Avenida de 8 Octubre und M de Guemes im Süden sowie Gral C. Villegas, Smidel, Julia Arevalo, Carreras Nacionales und Osvaldo Cruz im Westen.
Das Gebiet von Flor de Maroñas ist dem Municipio F zugeordnet.